# Дьяков Денис Вікторович
Денис Вікторович Дьяков (нар. 30 травня 1997, Харків, Україна) — український футболіст, воротар. У 2016—2021 роках виступав за харківський «Металіст 1925», з яким пройшов шлях від аматорської першості України до бронзового призера Першої ліги України.

## Життєпис
Вихованець «Металіста». З 2015 по 2016 рік виступав за харківський клуб у юнацькому чемпіонаті України U-19, в якому провів 29 матчів.
У 2016 році приєднався до новоствореного «Металіста 1925», з яким виграв срібні нагороди аматорського чемпіонату України 2016/17 (зіграв 11 матчів) та виборов путівку до Другої ліги. У першій половині 2017 року відбував дискваліфікацію за участь у договірних матчах у складі юнацької команди «Металіста». На професійному рівні дебютував 29 липня 2017 року в переможному (4:0) домашньому поєдинку 3-го туру Другої ліги проти запорізького «Металурга». Денис вийшов на поле в стартовому складі та відіграв увесь матч «на нуль». У другій половині сезону 2017/18 років був основним воротарем команди, проте вже в наступному сезоні втратив статус основного кіпера, програвши конкуренцію Данилу Каневцеву, а згодом — Денисові Сидоренку.
У сезоні 2017/18 допоміг «Металісту 1925» завоювати бронзові нагороди Другої ліги та вийти до Першої ліги, у сезоні 2020/21 — бронзові нагороди Першої ліги та отримати путівку до Прем'єр-ліги. Загалом за п'ять сезонів зіграв за «Металіст 1925» 41 матч, у яких пропустив 39 м'ячів. 2 липня 2021 року покинув харківський клуб.

## Досягнення
«Металіст 1925»:
 Бронзовий призер Першої ліги України: 2020/21
 Бронзовий призер Другої ліги України: 2017/18
 Віце-чемпіон Чемпіонату України серед аматорів: 2016/17